# ساختمان پارلمان مجارستان
ساختمان پارلمان مجارستان (مجاری: Országház؛ واژه به واژه یعنی خانهٔ ملت) محل مجلس ملی مجارستان و یک جاذبهٔ توریستی در بوداپست است. این ساختمان در میدان لایوش کُشوت، در کنار دانوب قرار دارد. ساختمان پارلمان با طول ۲۶۸ متر، عرض ۱۲۳ متر و ارتفاع ۹۶ متر سومین پارلمان جهان به بزرگی و بلندترین ساختمان در بوداپست است.

## خصوصیات
پارلمان در طی مدت هفده سال (‎۱۸۸۵–۱۹۰۲) در زمان اوج شکوفایی اقتصادی ساخته و مبدل به نماد کشور و پایتخت شد. در ساخت‌وساز آن، تنها مواد موجود در مجارستان به کار رفته و تنها کارگران، صنعتگران و تولیدکنندگان داخلی در ساخت آن شرکت داشتند. در تزئینات ساختمان نیز تنها از گیاهان حوضه پانونی استفاده شده‌است. در ساخت ساختمان پارلمان همچنین از هیچ خرجی فروگذار نشده و حدوداً چهل کیلوگرم طلای ‎۲۲–۲۳ عیار در تزئینات آن به کار رفته‌است. معمار و طراح چشم‌انداز ساختمان پارلمان، ایمره شتِینْدْل (مجاری: Steindl Imre) بود که به همراهی هنرمندان و استادان متعدد در ساخت این بنای منحصر به فرد همکاری کردند.